# Isla Lort
Isla Lort är en ö i Chile.   Den ligger i regionen Región de Magallanes y de la Antártica Chilena, i den södra delen av landet, 2 300 km söder om huvudstaden Santiago de Chile. Arean är 13,1 kvadratkilometer.
Terrängen på Isla Lort är lite kuperad. Öns högsta punkt är 372 meter över havet. Den sträcker sig 5,4 kilometer i nord-sydlig riktning, och 4,9 kilometer i öst-västlig riktning.